# Dobsonia crenulata
Dobsonia crenulata är ett däggdjur i familjen flyghundar som beskrevs av K. Andersen 1909. Populationen räknades tidigare som underart till Dobsonia viridis. Nyare taxonomiska avhandlingar och IUCN listar den som god art.
Denna flyghund förekommer på Sulawesi, Halmahera och andra indonesiska öar. Arten vistas i skogar och den uppsöker även trädgårdar. Individerna vilar i grottor, i trädens håligheter och i bergssprickor. De bildar där stora kolonier. Ungarna föds främst under december.
Arten jagas i vissa områden men hela beståndet är inte hotat. IUCN listar Dobsonia crenulata som livskraftig (LC).